# Milán-San Remo 1922
La Milán-San Remo 1922 fue la 15.ª edición de la Milán-San Remo. La carrera se disputó el 2 de abril de 1922. El vencedor final el italiano Giovanni Brunero.

## Clasificación final
| Posición | Ciclista            | Equipo          | Tiempo      |
| -------- | ------------------- | --------------- | ----------- |
| 1        | Giovanni Brunero    | Legnano-Pirelli | 10h 14' 31" |
| 2        | Costante Girardengo | Bianchi-Salga   | + 22"       |
| 3        | Bartolomeo Aimo     | Legnano-Pirelli | + 39"       |
| 4        | Adriano Zanaga      | Ganna           | + 44"       |
| 5        | Alfredo Sivocci     | Legnano-Pirelli | + 10' 39"   |
| 6        | Pietro Bestetti     | Maino           | + 16' 49"   |
| 7        | Ugo Agostoni        | Legnano-Pirelli | + 24' 33"   |
| 8        | Pietro Linari       | Legnano-Pirelli | + 35' 42"   |
| 9        | Franco Giorgetti    | Legnano-Pirelli | m. t.       |
| 10       | Luigi Annoni        | Maino           | m. t.       |